# Domenico Quaglio il Giovane

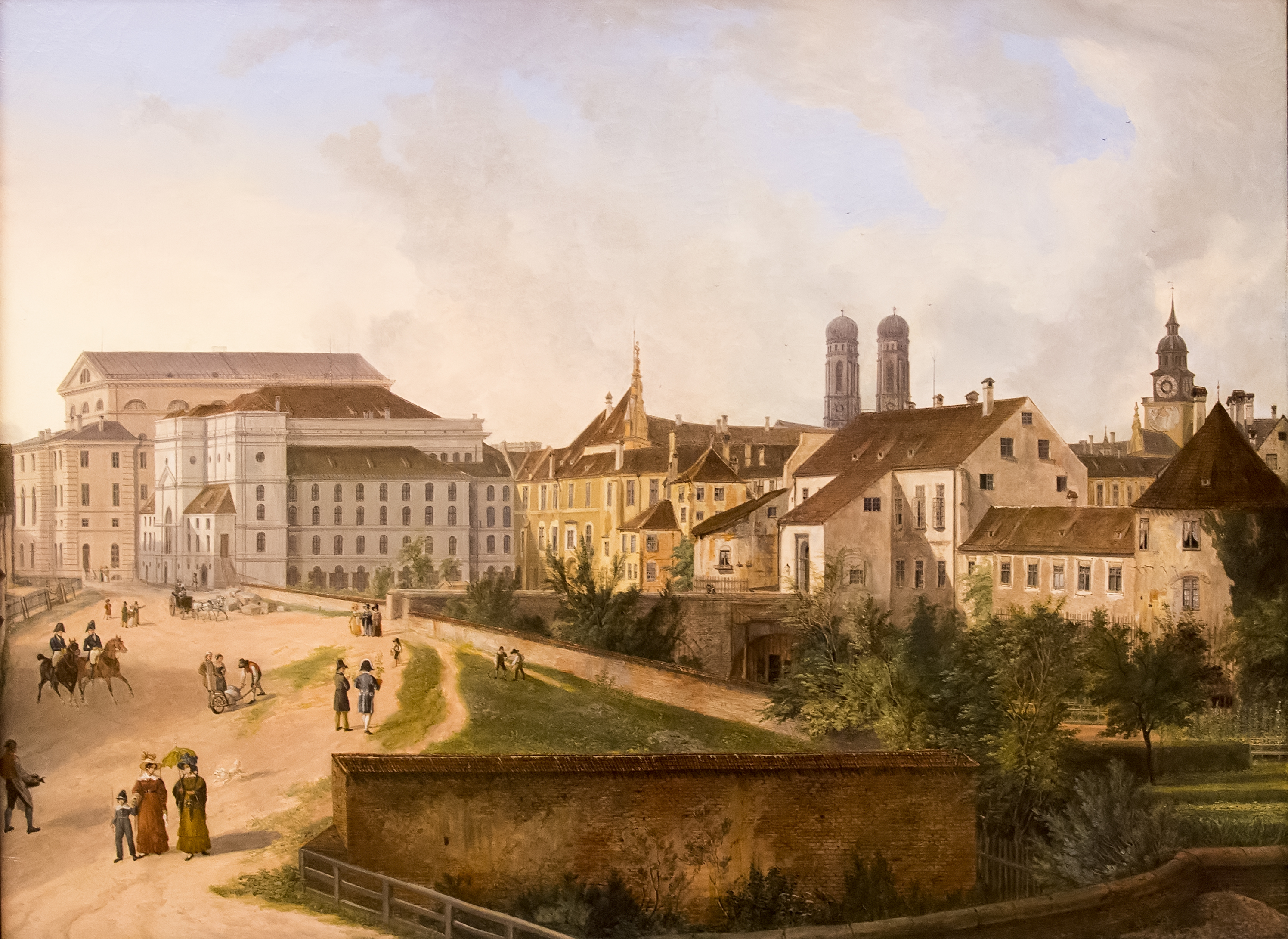
Die Residenz (1827), Neue Pinakothek

Domenico Quaglio (Monaco di Baviera, 1º gennaio 1787 – 9 aprile 1837) è stato un pittore, scenografo e architetto tedesco.

## Biografia
Era il secondo figlio di Giuseppe Quaglio e faceva parte della dinastia di artisti tedeschi di origine italiana Quaglio che si occupava di architettura, decorazione di interni e scenografia per i teatri di corte.
Era noto come pittore e decoratore di paesaggi e architettura, inclusa la quadratura.
Il padre gli insegnò la prospettiva e la pittura scenica, mentre l'incisione gli fu insegnata da Mettenleiter e Karl Hess.
Nel 1819 non si occupò più della pittura di scena ma solo di architettura, in particolare quella gotica, ottenendo incarichi nei Paesi Bassi, in Italia, in Germania, in Francia e in Inghilterra. Questa pittura "architettonica" ricorda molte le vedute di Canaletto. Queste opere si caratterizzano per la scelta di interessanti tagli di scena, per il gioco di chiaro/scuro e la presenta di soggetti umani che arricchiscono lo scenario.
In qualità di architetto, Domenico Quaglio fu autore del design esterno in stile neogotico del castello di Hohenschwangau, residenza estiva e di caccia del re Massimiliano II di Baviera, figlio del re Ludovico I di Baviera e padre del re Ludovico II.
Quaglio morì a Hohenschwangau nel 1837.
Incise dodici tavole di "Monumenti architettonici" e litografò trenta notevoli edifici tedeschi del Medioevo.

## Galleria d'immagini

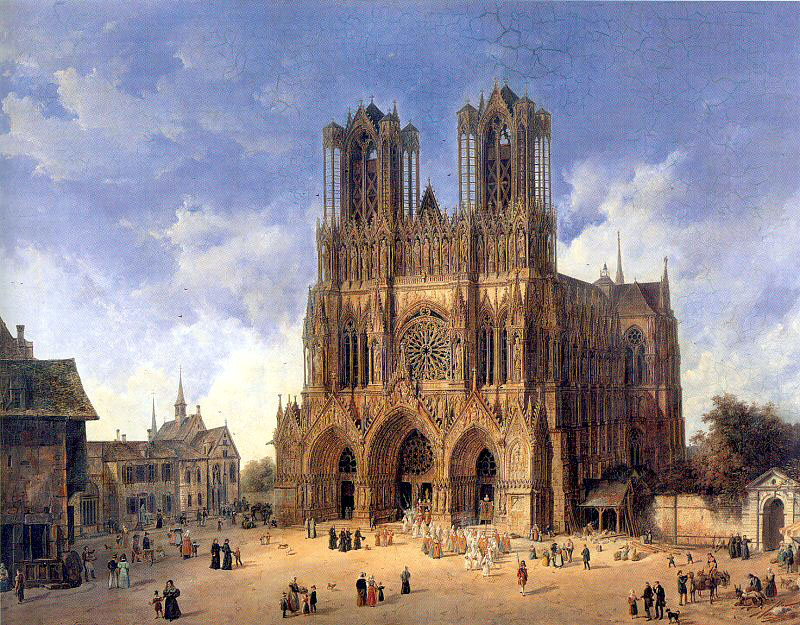
La cattedrale di Reims (Francia)
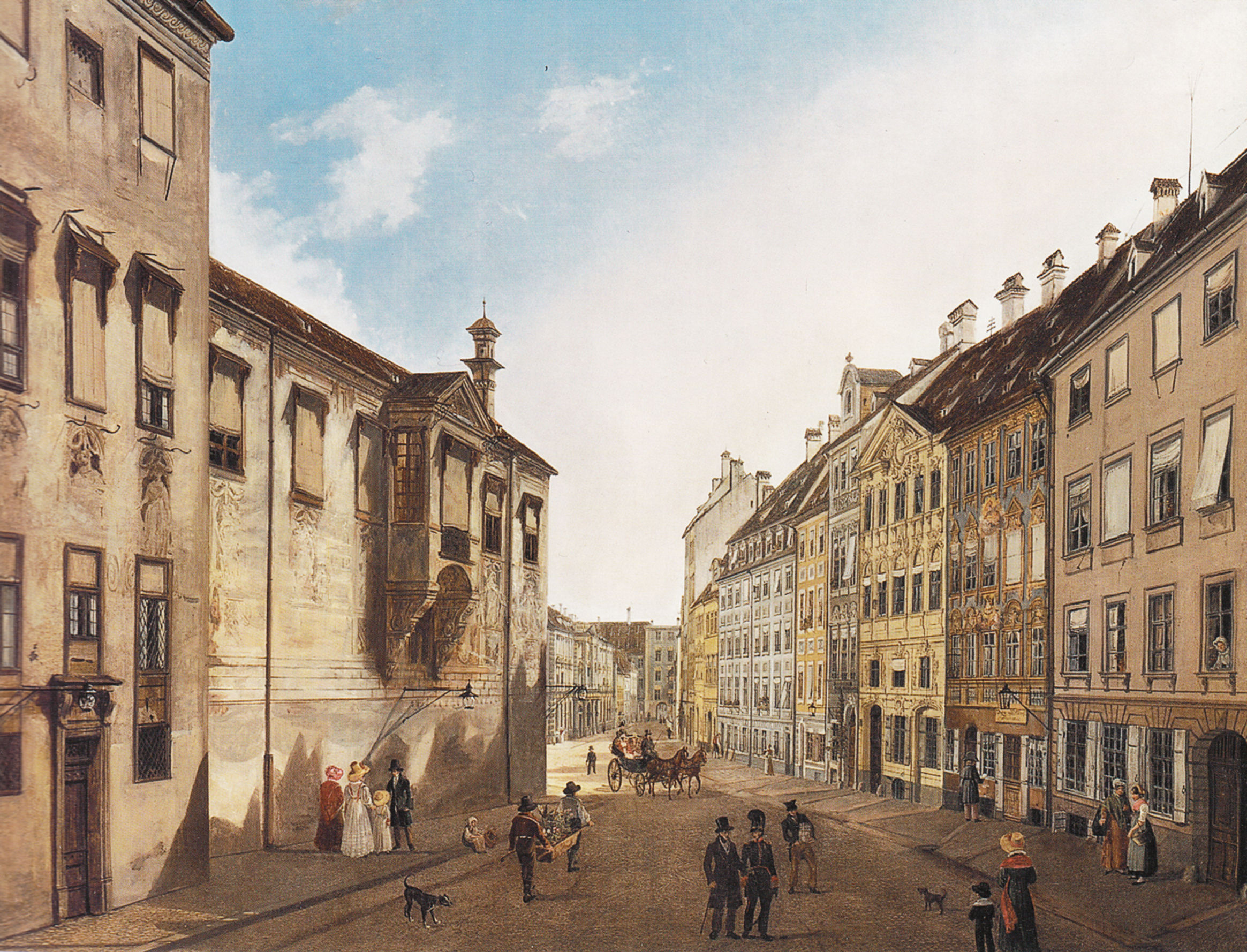
Monaco: La Residenzstraße di fronte Max-Joseph-Platz nel 1826
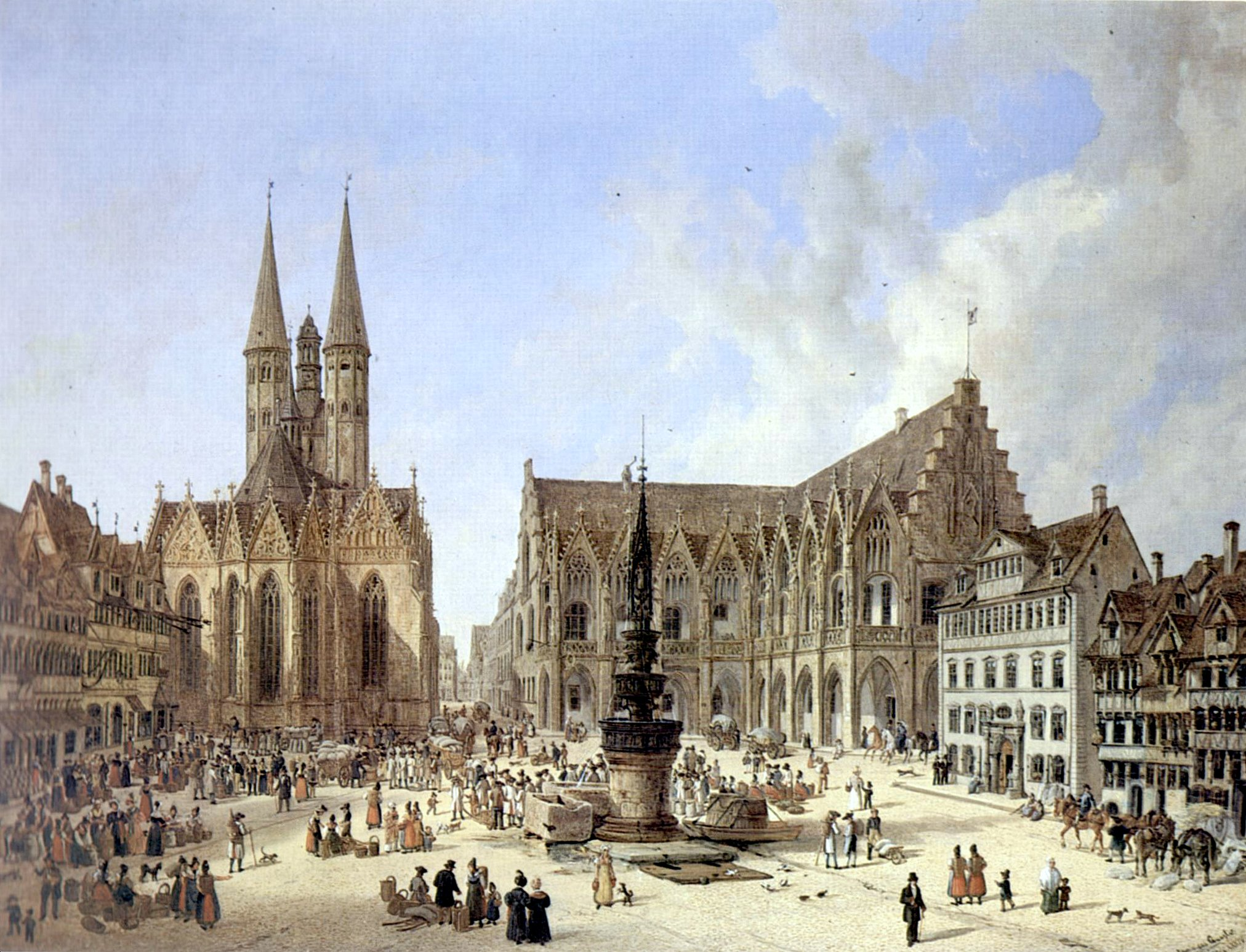
Braunschweig: Altstadtmarkt nel 1834
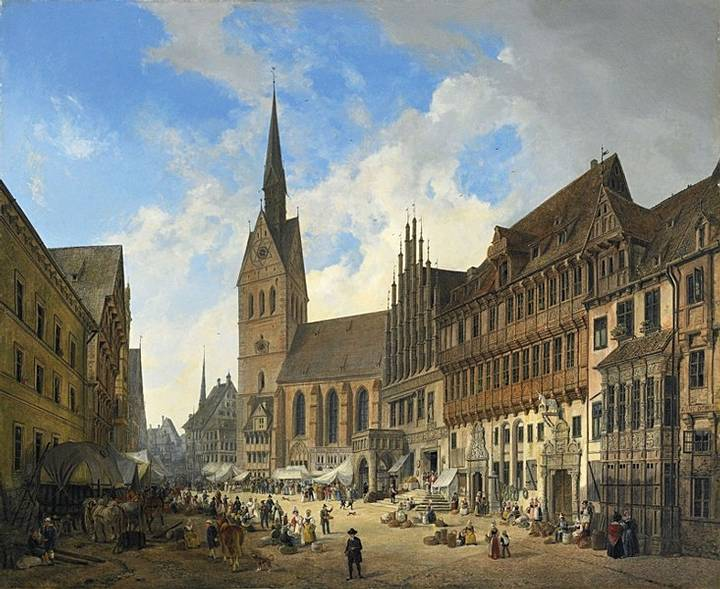
Veduta della Marktkirche di Hannover
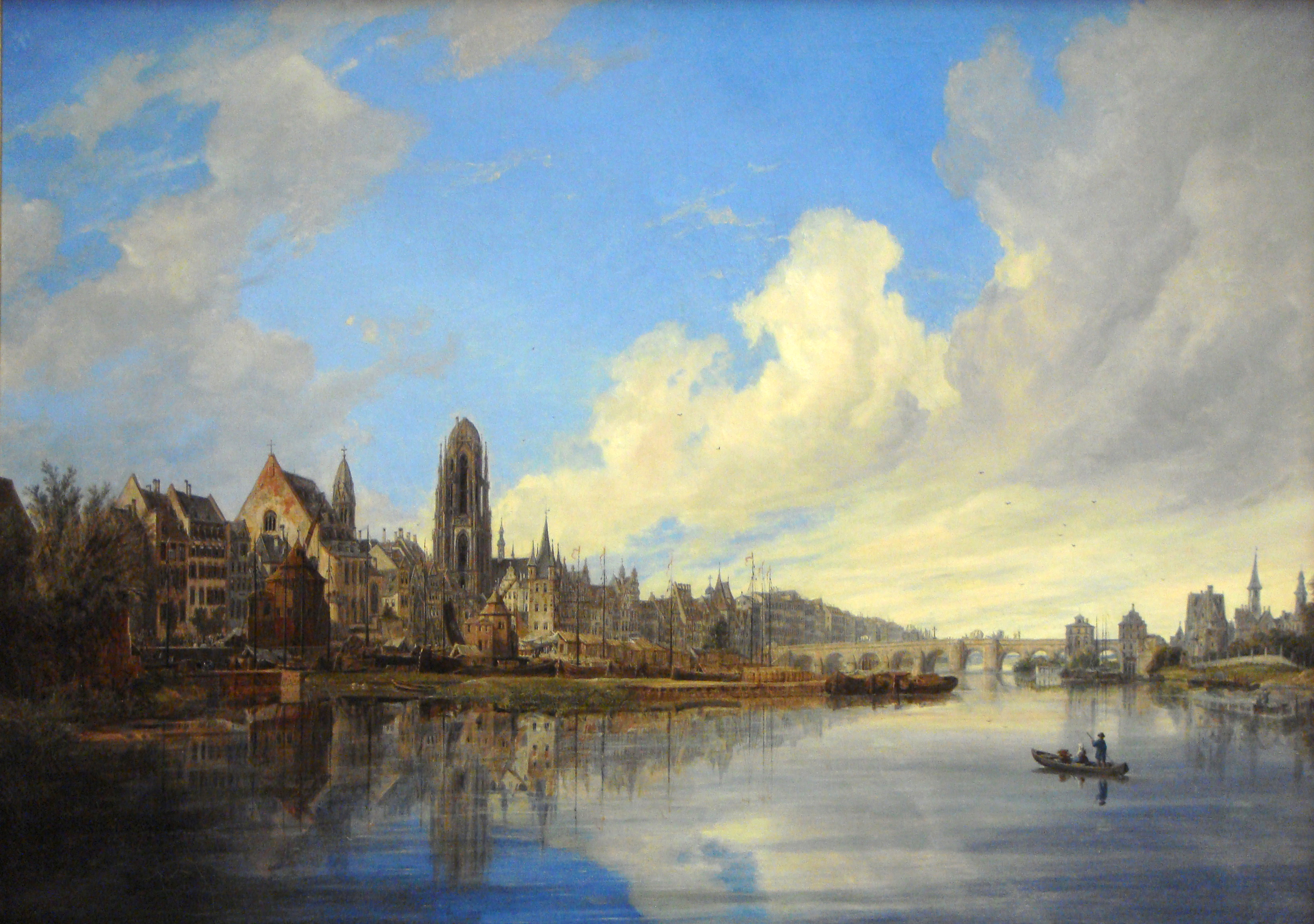
Veduta di Francoforte sul Meno, 1831